# Stavsjö
Stavsjö – miejscowość (tätort) w Szwecji, położona w regionie administracyjnym (län) Södermanland (gmina Nyköping).
Miejscowość położona jest ok. 35 km na zachód od Nyköping w prowincji historycznej (landskap) Södermanland, nad jeziorem Stavsjön. Na północ od Stavsjö przebiega trasa europejska E4.
W 2010 r. Stavsjö liczyło 212 mieszkańców.